# Jens Mouris
Jens Mouris (Ámsterdam, 12 de marzo de 1980) es un deportista neerlandés que compitió en ciclismo en las modalidades de ruta y pista. En carretera perteneció al equipo Orica-GreenEDGE entre los años 2012 y 2015 y en pista fue especialista en las pruebas de persecución, madison y ómnium.
Ganó tres medallas en el Campeonato Mundial de Ciclismo en Ruta, entre los años 2012 y 2014, compitiendo para el equipo Orica-GreenEDGE en la contrarreloj por equipos.
En pista obtuvo dos medallas de plata en el Campeonato Mundial de Ciclismo en Pista, en los años 2005 y 2006, y tres medallas en el Campeonato Europeo de Ciclismo en Pista, en los años 2006 y 2007.
Participó en tres Juegos Olímpicos de Verano, en la prueba de persecución por equipos, ocupando el séptimo lugar en Sídney 2000, el quinto lugar en Atenas 2004 y el quinto lugar en Pekín 2008.
En junio de 2017 se retiró como ciclista profesional tras disputar el campeonato nacional de ruta.

## Medallero internacional

### Ciclismo en ruta
| Campeonato Mundial | Campeonato Mundial         | Campeonato Mundial | Campeonato Mundial       |
| Año                | Lugar                      | Medalla            | Competición              |
| ------------------ | -------------------------- | ------------------ | ------------------------ |
| 2012               | Valkenburg ( Países Bajos) | Medalla de bronce  | Contrarreloj por equipos |
| 2013               | Florencia ( Italia)        | Medalla de plata   | Contrarreloj por equipos |
| 2014               | Ponferrada ( España)       | Medalla de plata   | Contrarreloj por equipos |

### Ciclismo en pista
| Campeonato Mundial | Campeonato Mundial            | Campeonato Mundial | Campeonato Mundial      |
| Año                | Lugar                         | Medalla            | Competición             |
| ------------------ | ----------------------------- | ------------------ | ----------------------- |
| 2005               | Los Ángeles ( Estados Unidos) | Medalla de plata   | Persecución por equipos |
| 2006               | Burdeos ( Francia)            | Medalla de plata   | Persecución individual  |
| Campeonato Europeo |                               |                    |                         |
| Año                | Lugar                         | Medalla            | Competición             |
| 2006               | Ballerup ( Dinamarca)         | Medalla de oro     | Ómnium                  |
| 2007               | Alkmaar ( Países Bajos)       | Medalla de bronce  | Ómnium                  |
| 2007               | Alkmaar ( Países Bajos)       | Medalla de oro     | Madison                 |

1. 1 2  Campeonato Europeo realizado sólo para la disciplina de ómnium.
2. ↑  Campeonato Europeo realizado sólo para la disciplina de madison.

## Palmarés en ruta
2000
- OZ Wielerweekend

2002
- 1 etapa del Tour de Olympia

2004
- Tour de Overijssel

2005
- 1 etapa del Tour d'Anvers

2006
- 2 etapas del Tour de Brabant Wallon

2008
- 1 etapa del Delta Tour Zeeland

2010
- Ronde van Het Groene Hart

2011
- 2.º en el Campeonato de los Países Bajos Contrarreloj

## Resultados en Grandes Vueltas
| Carrera | Carrera         | 2002 | 2003 | 2004 | 2005 | 2006 | 2007 | 2008 | 2009  | 2010 | 2011 | 2012 | 2013  | 2014 | 2015 | 2016 | 2017 |
| ------- | --------------- | ---- | ---- | ---- | ---- | ---- | ---- | ---- | ----- | ---- | ---- | ---- | ----- | ---- | ---- | ---- | ---- |
|         | Giro de Italia  | —    | —    | —    | —    | —    | —    | —    | —     | —    | —    | —    | 160.º | —    | —    | —    | —    |
|         | Tour de Francia | —    | —    | —    | —    | —    | —    | —    | —     | —    | —    | —    | —     | —    | —    | —    | —    |
|         | Vuelta a España | —    | —    | —    | —    | —    | —    | —    | 138.º | —    | —    | —    | —     | —    | —    | —    | —    |

—: no participa
Ab.: abandono

## Palmarés en pista
2005
- 2.º en el Campeonato Mundial de persecución por equipos

2006
- 2.º en el Campeonato Mundial de persecución
- Campeonato de Europa en Ómnium Endurance

2007
- Campeonato de Europa de Madison (con Peter Schep)

### Copa del mundo
2004
- 2.º en persecución por equipos en Sídney

2004-2005
- 2.º en persecución por equipos en Moscú
- 3.º en la modalidad de persecución en Moscú

2005-2006
- Clasificación general de la modalidad de persecución
- 1.º en la modalidad de persecución en Moscú
- 2.º en persecución en Los Ángeles
- 2.º en la modalidad americana en Los Ángeles
- 2.º en persecución por equipos en Los Ángeles
- 3.º en persecución por equipos en Moscú

2006-2007
- 1.º en la modalidad americana en Moscú (con Danny Stam)
- 1.º en la modalidad americana en Mánchester (con Peter Schep)

2007-2008
- 1.º en la modalidad americana en Sídney (con Peter Schep)
- 3.º en persecución por equipos en Pekín

### Campeontaos nacionales
- Campeonato de Holanda en pista en la modalidad de persecución en el 2004